# Runaway: A Twist of Fate
Runaway: A Twist of Fate ist ein am 18. November 2009 erschienenes Point-and-Click-Adventure im Comic-Stil. Es wurde von den spanischen Péndulo Studios entwickelt und ist die Fortsetzung der bereits erschienenen Teile Runaway: A Road Adventure und Runaway 2 – The Dream of the Turtle.

## Handlung
Das Spiel führt die offene Handlung des zweiten Teils fort, obwohl es zunächst nicht danach aussieht: Physik-Student Brian Basco wurde wegen angeblichen Mordes an Colonel Nathaniel Kordsmeier (dem Gegenspieler aus Teil 2) in eine psychiatrische Anstalt eingewiesen. Parallel dazu sieht man die inzwischen gerettete Gina Timmins etwas später Brians Beerdigung beiwohnen, nachdem dieser bei der Flucht aus der Psychiatrie umgekommen ist.
Der Spieler steuert zunächst Gina, die Brian aus dem Grab befreien muss, nachdem er ihr (offensichtlich lebendig) eine SMS geschickt hat. Dabei findet sie zwar nicht Brian, sondern dessen Mitinsassen Gabbo, der Basco bei seiner Flucht geholfen hat. Anschließend begeben sich beide gemeinsam mit Brians Psychiater Dr. Bennett, der zu dem Duo hinzustößt, zum Haus von Kordsmeiers rechter Hand Lieutenant Jerome Chapman (auch aus Teil 2 bekannt), welcher ebenfalls inzwischen tot ist. Auch diesen soll Brian angeblich ermordet haben, weshalb die Drei nach Hinweisen für seine Unschuld suchen. Als sie derartige Beweise schließlich finden sowie Indizien zum Motiv der Gegenspieler, wird Bennett von unbekannten Gangstern getötet, welche zuvor bereits Gina beschattet haben. Dieser und Gabbo gelingt allerdings in letzter Sekunde die Flucht vor den Verfolgern.
Zwischendurch übernimmt der Spieler aber auch die Rolle von Brian und erfährt in Form von Rückblenden die Hintergründe zu dessen Flucht aus der Anstalt.
In New York treffen dann Brian und Gina unabhängig voreinander ein und in der Rolle von Gina erfährt man in Bennetts Wohnung endlich, wie die Handlung von Teil 2 weitergegangen ist: durch einen verborgenen Unterwassertunnel, den sonst nur Schildkröten nutzen, gelangte Brian zum Inselsee auf Mala, wo er letztendlich das versunkene Raumschiff der Trantorianer erreichte. Er konnte diesen die Trantonit – Energiequelle zurückgeben, Gina befreien, den Aliens die Rückkehr auf ihren Heimatplaneten ermöglichen sowie Kordsmeier und dessen Chefkillerin Tarantula den Behörden ausliefern. Doch bevor er zur Verhaftung kam, brachte Tarantula mit einem Gerät der Trantorianer Brian dazu Kordsmeier zu ermorden und raubte das Trantonit, das die Aliens als Geschenk zurückließen.
Tarantula befehligt auch die Söldner und nimmt alle Anwesenden fest: das Trantonit will sie an die hiesige Mafia verkaufen und ferner Brians Richterin Whitley dazu zwingen, ihn schuldig zu bekennen. In dieser Situation treffen Brian und Gina wieder aufeinander und hecken einen Ablenkungsplan aus, der schließlich dafür sorgt, dass die Bande festgenommen und Brian begnadigt wird.
Brian und Gina sind letztlich vereint und können – nachdem sie einen Mafiakurier überlistet und einmal mehr Millionen erhalten haben – endlich wieder ihr (fast) normales Leben weiterführen.

## Spielprinzip und Technik
Runaway: A Twist of Fate ist ein Point-and-Click-Adventure. Aus Sprites zusammengesetzte Figuren agieren vor handgezeichneten, teilanimierten Kulissen. Mit der Maus kann der Spieler seine Spielfigur durch die Örtlichkeiten bewegen und mit den Maustasten Aktionen einleiten, die den Spielcharakter mit seiner Umwelt interagieren lassen. Der Spieler kann so Gegenstände finden und sie auf die Umgebung oder andere Gegenstände anwenden sowie im Rahmen von Multiple-Choice-Dialogen mit NPCs kommunizieren. Mit fortschreitendem Handlungsverlauf werden weitere Orte freigeschaltet.

## Produktionsnotizen
Im Frühjahr 2014 wurde das Adventure von deutschen Games-Zeitschriften als DVD-Beilage nochmals verbreitet.

### Deutsche Stimmen
- Brian Basco – Christian Stark
- Gina Timmins – Jennifer Böttcher
- Dr. Bennett – Udo Schenk

Für den Nachfolger wurden für die Hauptcharaktere wieder die Synchronsprecher der Vorgänger engagiert. Zudem sprechen u. a. Patrick Bach, Peter Kirchberger, Svenja Pages und Achim Schülke Nebencharaktere. Die Regierolle beim Eindeutschen übernahm die ebenfalls als Synchronsprecherin bekannte Schauspielerin Antje Roosch.

## Rezeption
Runaway: A Twist of Fate erhielt vorwiegend positive Bewertungen. Metacritic aggregiert 15 Rezensionen zu einem Mittelwert von 79. Das Magazin GameStar bewertete diesen Teil der Runaway-Serie mit 86 %. Das Fachmagazin Adventure Gamers ordnete Runaway: A Twist of Fate 2011 in seiner Liste Top 100 All-Time Adventure Games auf Platz 98 ein.